# WSV Harle
Der Wassersportverein Harle ist ein Kanusportverein aus dem Wittmunder Ortsteil Altfunnixsiel. Benannt ist er nach dem Fluss Harle, an dem Altfunnixsiel liegt. Seine Sportler nehmen, vor allem im Nachwuchsbereich, regelmäßig an deutschen Meisterschaften teil. Einer der größten Erfolge eines Vereinssportlers war die Junioren-Vizeweltmeisterschaft 1995 für Thilo Rothert.

## Geschichte
Der WSV Harle wurde am 28. Mai 1967 im damaligen „Harlehof“ in Altfunnixsiel auf Initiative des Gemeinderates von Funnix gegründet. Auslöser dafür war, dass bei einem Dorffest 1966 Wassersportler aus Wilhelmshaven und Norden erfolgreich einen Bootskorso und eine Regatta auf der Harle veranstaltet hatten. Noch im Sommer 1967 kaufte der WSV drei selbstgebaute Holzkanus vom benachbarten BSC Burhafe. Später kamen Polyester- und Faltboote dazu. Für den Transport wurden rollende Fahrgestelle gebaut. Die Boote wurden in der Scheune des „Harlehofs“ gelagert; auf der Harle fand das Training statt. Im August 1968 wurde ein neuer Bootshafen in Betrieb genommen; der Verein hatte mittlerweile 108 Mitglieder. Am 31. Mai 1969 erfolgte die Übergabe des Bootshauses. In Altfunnixsiel fanden die Bezirksmeisterschaften des Verbandes Oldenburg/Ostfriesland mit über 100 Booten statt.
Mit der Fertigstellung des Schuppen-Anbaus im Jahre 1996 wurden eine Bootswerkstatt, Unterstellmöglichkeiten für Wanderboote und Platz für Bootsanhänger geschaffen.
Inzwischen sind auch die vereinseigenen Regatten international besetzt. So nahmen 2012 die Weltmeisterin und Olympiateilnehmerin Yvonne Schuring und die deutsche Meisterin Sabrina Hering an der Regatta teil.

## Erfolge
Seit Gründung nahm der Verein an diversen Regatten und Meisterschaften teil. Dabei konnten die Kanuten des WSV seit 1983 einige Erfolge verzeichnen. 75-mal wurden Vereinsmannschaften als Regattenbeste ausgezeichnet. Die Sportler des WSV Harle errangen 193 Landesmeistertitel in Niedersachsen; bei Norddeutschen Meisterschaften waren es 69 Titel.
Seit 1980 nahmen Aktive auch an deutschen Meisterschaften teil; hier konnten sie vor allem im Schüler- und Jugendbereich seit 1988 Medaillen erringen. Erfolgreichste Kanuten des WSV Harle sind Thilo Rothert und Paul Pradler.
Rothert errang neben seiner Juniorenvizeweltmeisterschaft 1997 nach mehreren Medaillen im Juniorenbereich auch über die 10.000 Meter der Herren 1997 eine Bronzemedaille bei den deutschen Meisterschaften. Weitere Erfolge feierte Rothert später beim KC Limmer in Hannover.
Seit 2001 ist Paul Pradler erfolgreichster Kanute des WSV. Auch er erreichte im Juniorenbereich Medaillenplätze bei deutschen Meisterschaften; seit 2004 startet er bei den Herren und wurde gemeinsam mit Tobias Kawohl von Vorwärts Hamburg im Zweier dreimal Dritter der DM; diesen Platz erreichte er außerdem im Vierer bei den DM 2005 in Köln.
Seit dem Jahr 2000 startet der WSV auch bei Drachenbootrennen, hier konnte er Siege auf regionaler Ebene verbuchen.